# Bill Alexander (họa sĩ)
William Alexander (sinh ngày 2/4/1915 – mất ngày 24/1/1997 tên khai sinh Wilhelm Alexander) được biết đến với cái tên Bill Alexander trên chương trình truyền hình của ông; ông là một họa sĩ người Đức, giáo viên mỹ thuật, và người dẫn chương trình. Ông là nhà sáng lập kiêm người dẫn chương trình của The Magic of Oil Painting (1974-1982), là series truyền hình phát sóng trên PBS ở Hoa Kỳ. Ông đã viết nên tác phẩm Nghệ thuật của Bill Alexander (1987-95), một loạt các cuốn sách về kĩ thuật vẽ tranh wet-on-wet. Ông cũng là người dạy họa sĩ trên sóng truyền hình Bob Ross kĩ thuật này.

## Tiểu sử
Bill Alexander được sinh ra ở Đông Prussia, nhưng cùng gia đình chạy trốn đến Berlin trong Thế Chiến I. Học việc như một người vận chuyển hàng, Alexander đã được gọi vào quân đội Đức trong Thế Chiến II. Bị bắt bởi quân Đồng Minh, ông đã vẽ chân dung các bà vợ của những sĩ quan ở đây và sớm tìm cách đến Hoa Kỳ.
Sau Thế Chiến II, ông đã trở thành một người tị nạn, và là một họa sĩ chuyên nghiệp, nghiên cứu sâu vào phương pháp vẽ nhanh và hiện đại trong kĩ thuật vẽ tranh wet-on-wet, sau đó ông đến Bắc Mỹ. Ông đã trở thành một người dẫn chương trình truyền hình trên chương trình của chính mình.

## Truyền hình sự nghiệp
Alexander được biết đến với chương trình truyền hình The Magic of Oil Painting (1974-1982), chiếu trên PBS ở Hoa Kỳ. Trong chương trình truyền hình The Art of Bill Alexander & Robert Warren (1984-1992), Alexander hợp tác với họa sĩ Lowell Speers, Robert Warren, Buck Paulson và Diane André. Alexander sẽ giới thiệu từng tập, sau đó nhường lại nhiệm vụ cho các họa sĩ. Chương trình này thường bị liệt kê nhầm là một series các cuốn sách hoặc như một bộ phim tài liệu.
Người dẫn chương trình kiêm họa sĩ Bob Ross học tập dưới sự chỉ bảo của Alexander, người đã học từ ông kĩ thuật wet-on-wet (một phương pháp vẽ tranh). Ross dành riêng tập đầu tiên ở mùa thứ hai của The Joy of Painting để nói về Alexander, giải thích rằng "Nhiều năm trước, Bill đã dạy cho tôi kĩ thuật tuyệt vời này, tôi biết ơn món quà quý giá đó và muốn chia sẻ điều đó với các bạn [người xem]". Cũng như độ nổi tiếng của Bob, mối quan hệ của ông với Alexander ngày càng trở nên căng thẳng. "Ông đã phản bội tôi" Alexander nói với New York Times vào năm 1991. "Tôi đã phát minh ra 'wet-on-wet', tôi đã dạy nó cho anh ta, và... anh ta nghĩ anh ta có thể làm nó tốt hơn (tôi)". Các nhà nghiên cứu lịch sử nghệ thuật cho rằng kĩ thuật wet-on-wet (hoặc alla prima) thực sự có nguồn gốc từ Flanders ở thế kỷ 15, và đã được sử dụng bởi Frans Hals, Diego Velázquez, Caravaggio, Paul Cezanne, John đây là Ca sĩ, và Claude Monet và nhiều người khác.